# Поколения мобильной телефонии

Поколения мобильной телефонии

Мобильная связь — это радиосвязь между абонентами, местоположение одного или нескольких из которых меняется. Одним из видов мобильной связи является сотовая связь.

## 1G
Все первые системы сотовой связи были аналоговыми. К ним относятся:
- AMPS (Advanced Mobile Phone Service — усовершенствованная служба мобильной связи, диапазон 800 МГц) — широко использовался в США, Канаде, Центральной и Южной Америке, Австралии; известен также как «североамериканский стандарт»; был наиболее распространённым стандартом в мире, обслуживавшим почти половину всех абонентов сотовой связи (вместе с цифровой модификацией D-AMPS, речь о которой впереди); использовался в России в качестве регионального стандарта (в основном — в варианте D-AMPS), где он также являлся наиболее распространённым. На данный момент морально устарел. 18 апреля 2008 года прекратила свою работу двустандартная сеть AMPS/CDMA-800 Fora Communications (принадлежала Теле2) в Санкт-Петербурге — последняя крупная сеть стандарта AMPS.
- TACS (Total Access Communications System — общедоступная система связи, диапазон 900 МГц) — используется в Англии, Италии, Испании, Австрии, Ирландии, с модификациями ETACS (Англия) и JTACS/NTACS (Япония); это второй по распространённости стандарт среди аналоговых; ещё недавно, в 1995 г., он занимал и общее второе место в мире по величине абонентской базы, но в 1997 г. оттеснён на четвёртое место более быстро развивающимися цифровыми стандартами;

- NMT-450 и NMT 900 (Nordic Mobile Telephone — мобильный телефон северных стран, диапазоны 450 и 900 МГц соответственно) — используется в Скандинавии и во многих других странах; известен также как «скандинавский стандарт»; третий по распространённости среди аналоговых стандартов мира. Стандарт NMT 450 является одним из двух стандартов сотовой связи, принятых в России в качестве федеральных (второй — цифровой стандарт GSM 900);

- С-450 (диапазон 450 МГц) — используется в Германии и Португалии;
- RTMS (Radio Telephone Mobile System — мобильная радиотелефонная система, диапазон 450 МГц) — используется в Италии;
- Radiocom 2000 (диапазоны 170, 200, 400 МГц) — используется во Франции;
- NTT (Nippon Telephone and Telegraph system — японская система телефона и телеграфа, диапазон 800…900 МГц — в трех вариантах) — используется в Японии.

Во всех аналоговых стандартах применяются частотная модуляция для передачи речи и частотная модуляция для передачи информации управления (или сигнализации — signaling). Этим так же была обусловлена интерференция сигнала. Как правило, подвижная станция первого поколения имела высокую мощность(3-5 Вт). Для передачи информации различных каналов используются различные участки спектра частот — применяется метод множественного доступа с частотным разделением каналов (Frequency Division Multiple Access — FDMA), с полосами каналов в различных стандартах от 12,5 до 30 кГц. С этим непосредственно связан основной недостаток аналоговых систем — относительно низкая ёмкость, являющаяся прямым следствием недостаточно рационального использования выделенной полосы частот при частотном разделении каналов. Этот недостаток стал очевиден уже к середине 80-х годов, в самом начале широкого распространения сотовой связи в ведущих странах, и сразу же значительные силы были направлены на поиск более совершенных технических решений. В результате этих усилий и поисков появились цифровые сотовые системы второго поколения. Переход к цифровым системам сотовой связи стимулировался также широким внедрением цифровой техники в связь в целом и в значительной степени был обеспечен разработкой низкоскоростных методов кодирования и появлением сверхминиатюрных интегральных схем для цифровой обработки сигналов.

## 2G
В США аналоговый стандарт AMPS получил столь широкое распространение, что прямая замена его цифровым оказалась практически невозможной. Выход был найден в разработке двухрежимной аналого-цифровой системы, позволяющей совмещать работу аналоговой и цифровой систем в одном и том же диапазоне. Работа над соответствующим стандартом была начата в 1988 г. и закончена в 1992 г.; стандарт получил наименование D-AMPS, или IS-54 (IS — сокращение от Interim Standard, то есть «промежуточный стандарт»). Его практическое использование началось в 1993 г. В Европе ситуация осложнялась наличием множества несовместимых аналоговых систем («лоскутное одеяло»). Здесь выходом оказалась разработка единого общеевропейского стандарта GSM (GSM 900 — диапазон 900 МГц). Соответствующая работа была начата в 1982, г., к 1987 г. были определены все основные характеристики системы, а в 1988 г. приняты основные документы стандарта. Практическое применение стандарта началось с 1991 г. Ещё один вариант цифрового стандарта, по техническим характеристикам схожий с D-AMPS, был разработан в Японии в 1993 г.; первоначально он назывался JDC, а с 1994 г. — PDC (Personal Digital Cellular — буквально «персональная цифровая сотовая связь»).
Но на этом развитие цифровых систем сотовой связи не остановилось.
Стандарт D-AMPS дополнительно усовершенствовался за счёт введения нового типа каналов управления. Дело в том, что цифровая версия IS-54 сохранила структуру каналов управления аналогового AMPS, что ограничивало возможности системы. Новые чисто цифровые каналы управления введены в версии IS-136, которая была разработана в 1994 г. и начала применяться в 1996 г. При этом была сохранена совместимость с AMPS и IS-54, но повышена ёмкость канала управления и заметно расширены функциональные возможности системы. Стандарт GSM, продолжая совершенствоваться технически (последовательно вводимые фазы 1, 2 и 2+), в 1989 г. пошёл на освоение нового частотного диапазона 1800 МГц. Это направление известно под названием системы персональной связи. Отличие последней от исходной системы GSM 900 не столько техническое, сколько маркетинговое при технической поддержке: более широкая рабочая полоса частот в сочетании с меньшими размерами ячеек (сот) позволяет строить сотовые сети значительно большей ёмкости, и именно расчёт на массовую систему мобильной связи с относительно компактными, лёгкими, удобными и недорогими абонентскими терминалами был заложен в основу этой системы. Соответствующий стандарт (в виде дополнений к исходному стандарту GSM 900) был разработан в Европе в 1990—1991 гг. Система получила название DCS 1800 (Digital Cellular System — цифровая система сотовой связи; первоначально использовалось также наименование PCN — Personal Communications Network, что в буквальном переводе означает «сеть персональной связи») и начала использоваться с 1993 г. В 1996 г. было принято решение именовать её GSM 1800. В США диапазон 1800 МГц оказался занят другими пользователями, но была найдена возможность выделить полосу частот в диапазоне 1900 МГц, которая получила в Америке название диапазона систем персональной связи (PCS — Personal Communications Systems), в отличие от диапазона 800 МГц, за которым сохранено название сотового (cellular). Освоение диапазона 1900 МГц началось с конца 1995 г.; работа в этом диапазоне предусмотрена стандартом D-AMPS (версия IS-136, но аналогового AMPS в диапазоне 1900 МГц уже нет), и разработана соответствующая версия стандарта GSM («американский» GSM 1900 — стандарт IS-661).

## 2.5G
GPRS (англ. General Packet Radio Service — пакетная радиосвязь общего пользования) — надстройка над технологией мобильной связи GSM, осуществляющая пакетную передачу данных. GPRS позволяет пользователю мобильного телефона производить обмен данными с другими устройствами в сети GSM и с внешними сетями, в том числе Интернет. GPRS предполагает тарификацию по объёму переданной/полученной информации, а не времени.
EDGE (англ. Enhanced Data rates for GSM Evolution) — дальнейшее развитие GPRS, отличающееся только способом кодирования данных, что позволяет за один таймслот передавать больший объем данных. EDGE иногда называют 2.75G.
XRTT (One Times Radio Transmission Technology) — 2.5G мобильная технология передачи цифровых данных основанная на CDMA-технологии. Использует принцип передачи с коммутацией пакетов. Теоретически возможная скорость передачи 144 Кбит/сек, но на практике реальная скорость менее 40-60 Кбит/сек. XRTT использует лицензируемый радиочастотный диапазон и, подобно другим мобильным технологиям, широко распространена.

## 3G
Все перечисленные выше цифровые системы второго поколения основаны на методе множественного доступа с временным разделением каналов (Time Division Multiple Access — TDMA). Принципиальное отличие сетей 3G заключается в использовании технологии множественного доступа с кодовым разделением каналов (Code Division Multiple Access — CDMA).
Первый стандарт 3G был разработан в 1992—1993 гг. в США и назывался IS-95 (диапазон 800 МГц). Он начал применяться с 1995−1996 гг. в Гонконге, США, Южной Корее, причём в Южной Корее — наиболее широко, а в США начала использоваться и версия этого стандарта для диапазона 1900 МГц. Направление персональной связи нашло своё преломление и в Японии, где в 1991—1992 гг. была разработана и с 1995 тг. начала широко использоваться система PHS диапазона 1800 МГц (Personal Handy-phone System — буквально «система персонального ручного телефона»).
В то же время был разработан стандарт UMTS, получивший наибольшее распространение в странах Европы и СНГ. Основой этого стандарта стала технология W-CDMA, являющаяся одним из вариантов CDMA. Стандарт UMTS разработан для совместной работы с GSM — для доступа к обеим сетям используется SIM-карта. Таким образом, в зависимости от поддержки телефоном сетей UMTS, а также в случае нахождения в зоне покрытия этой сети, связь может обеспечиваться либо посредством GSM, либо посредством CDMA.

## 3.5G
HSPA (High Speed Packet Access — высокоскоростная пакетная передача данных) — технология, являющаяся дальнейшим развитием стандарта UMTS, который относится к 3G. HSPA основан на стандартах HSDPA, который регламентирует передачу данных от базовой станции к абоненту и HSUPA, регламентирующий передачу от абонента к базовой станции.

## 4G
Технологии, претендующие на роль 4G (и очень часто упоминаемые в прессе в качестве 4G):
- LTE
- TD-LTE
- Mobile WiMAX
- UMB
- HSPA+

В настоящее время запущены сети WiMAX и LTE. Первую в мире сеть LTE в Стокгольме и Осло запустил альянс TeliaSonera/Ericsson — расчётное значение максимальной скорости передачи данных к абоненту составляет 382 Mbps и 86 Mbps — от абонента.
Насчёт UMB планы внедрения не известны, так как ни один оператор (в мировом масштабе) не заключил контракт на его тестирование. Стоит отметить, что стандарт WiMAX не все относят к 4G, так как он не интегрирован с сетями предыдущих поколений таких как 3G и 2G, а также из-за того, что в сети WiMAX сами операторы не предоставляют традиционные услуги связи, такие как голосовые звонки и SMS, хотя пользование ими возможно при использовании различных VoIP сервисов.
IMT разрешил сетям HSPA+ называться 4G, так как они обеспечивают соответствующие скорости.

## 5G - основная задача
Усовершенствованный и переработанный стандарт, в среднем скорость соединения при котором до 20 раз выше, чем при использовании 4G. В настоящее время (2025) всё ещё находится в разработке и доработке, начато внедрение систем данного поколения, в т.ч., в России.
«Основной задачей для сетей пятого поколения станет расширение спектра используемых частот и увеличение ёмкости сетей. Ожидается, что новая технология решит проблему, над которой работают все операторы в мире, — повысит эффективность сетевой инфраструктуры», — заявили в Huawei.

## 6G
Перспективный стандарт связи, в данный момент находится в активной стадии проектирования и разработки.
После развёртывания сетей сотовой связи 5 поколения 5G усилился интерес учёных и инженеров к разработке оборудования следующего поколения сотовой связи. Специалисты сходятся во мнении, что в нём получат дальнейшее развитие подходы, недостаточно полно реализованные в предыдущем поколении, основанные на применении искусственного интеллекта, квантовых коммуникаций, что позволит достичь скорости передачи данных от сотен Гбит/с до 1 ТБит/с.